# 大石力也
大石 力也（おおいし りきや、1993年1月29日 - ）は、ジャパンラグビーリーグワンヤクルトレビンズ戸田に所属するラグビーユニオン選手。

## プロフィール
- 長野県出身[1]。
- ポジションはフランカー(FL)。
- 身長 190cm、体重 90kg
- ニックネームはりきいし。
- 7人制日本代表に選ばれたことがある[2]。

## 略歴
ラグビーを始めたきっかけは小学校のとき友達に誘われたことから。
2011年、岡谷工業高校卒業後、山梨学院大学に入学する。
2014年、山梨学院大学ラグビー部の主将に就任し、また同年には男子セブンズ学生日本代表に選ばれた。
2015年、山梨学院大学卒業後、NECグリーンロケッツ（現・NECグリーンロケッツ東葛）に加入。同年11月22日に行われたジャパンラグビートップリーグ第2節の神戸製鋼コベルコスティーラーズ戦に途中出場で公式戦初出場を果たす。
2022年、ヤクルトレビンズ(現・ヤクルトレビンズ戸田)に加入。